# 좌익사범
좌익사범(左翼事犯)은 조선민주주의인민공화국에 관련된 사상인 주체사상, 북한식 사회주의를 따르거나 전파하는 국가 전복 세력을 의미한다. 또는 단순히 전파만 하는 것도 해당한다. 대한민국 정부에서는 종전까지 '좌익사범'을 공식적으로 사용하였으나, 박근혜 집권 이후 '이적사범'으로 개정되었다.

## 비판
그러나 이 '좌익사범'이라는 단어에 대해 진보적 정치단체의 입장은 사회민주주의 또는 민주사회주의라는 민주적인 좌익 사상을 모르고 만들어진 사상적 무지에서 비롯된 단어 선정이며, 또한 사상의 자유, 양심의 자유를 억압하는 결과로써 나온 단어라고 주장한다. 이 때문에 현재 대한민국 내 진보 정치자들은 대중 교통에서 흘러나오는 간첩 신고 방송에서 등장하는 '좌익사범' 용어에 대해서 그 뜻을 바로 알아야 하며, 간첩 신고 방송에서 이 단어를 사용하는 것에 대해 자제하기를 요구한다. 이는 언론에서도 소개되었다. 요즘 좌익사범은 일반적인 사회주의 계열 사상보다는 친북, 종북주의자, 주사파를 의미하기도 한다. 일각에서 '좌익사범'이라는 단어 자체를 '종북사범'으로 수정해야 한다는 요구가 끊임없이 제기되고 있다.  
더불어, 좌익과 우익에 대한 용어를 개념적으로 따져볼 때 단지, 좌우로 나눌 수 있느냐의 문제이다. 대한민국 헌법에는 사상과 언론, 표현의 자유고 학술적으로나 법적으로 좌익우익에 대한 명확한 구분도 없기 때문이다.

## 같이 보기
- 북한식 사회주의
- 공산주의
- 종북주의
- 극좌파
- 주체사상
- 국가보안법
- 사회주의
- 선군사상
- 친북
- 북한
- 반공주의